# 326-я тяжёлая бомбардировочная авиационная дивизия
326-я тяжёлая бомбардировочная авиационная Тарнопольская ордена Кутузова дивизия — авиационная дивизия Дальней авиации России. Входит в состав Командования дальней авиации (ранее 37-й воздушной армии Верховного Главного командования).
Сокращённое наименование — 326 тбад.

## История наименований
- 326-я ночная бомбардировочная авиационная дивизия;
- 326-я ночная бомбардировочная авиационная Тарнопольская дивизия;
- 326-я бомбардировочная авиационная Тарнопольская дивизия;
- 326-я бомбардировочная авиационная Тарнопольская ордена Кутузова дивизия;
- 326-я тяжёлая бомбардировочная авиационная Тарнопольская ордена Кутузова дивизия;
- Войсковая часть (Полевая почта) 18378 (после 1954 года)[1]

## История, боевой путь
- Дивизия сформирована 10 октября 1943 года как 326-я ночная бомбардировочная авиационная дивизия

на аэродроме Егорьевск Московской области. В состав дивизии вошли 4 полка, вооружённые бипланами По-2.
- С 14 января 1944 года в составе 2-й воздушной армии 1-го Украинского фронта. Полки дивизии с середины января базировались на аэродроме Ходорково Житомирской области. 22 января были выполнены первые боевые вылеты.
- С 7 по 20 февраля 1944 года дивизия принимала участие в ликвидации Корсунь-Шевченковской группировки противника.

В марте — апреле 1944 года принимала участие в Проскуровско-Черновицкой операции.
- 26 апреля 1944 года за образцовое выполнение заданий командования и оказанное содействие наземным войскам в освобождении г. Тарнополь приказом НКО СССР дивизии почётное наименование «Тарнопольская»
- 1 июня 1944 года дивизия отозвана в распоряжение Ставки ВГК для переформирования с переучиванием на бомбардировщики Ту-2. Новую технику части осваивали в период с 15 июня по 21 октября 1944 года.
- 23 июня 1944 года дивизия переименована в 326-ю бомбардировочную авиационную Тарнопольскую дивизию.

За успешные действия в Кёнигсбергской наступательной операции приказом ВГК награждена орденом Кутузова II степени.
- 22.06.45 г. был получен приказ о перебазировании на Дальний Восток. С 09.08.45 г. дивизия в составе 12-й ВА Забайкальского фронта участвовала в разгроме японской армии. Полки дивизии базировались в Монголии на аэродроме Рудовка.
- В период Великой Отечественной войны и войны с Японией 6492 солдата и офицера дивизии были удостоены правительственных наград, шестеро стали Героями Советского Союза. Семь раз дивизии объявлялась благодарность Верховного Главнокомандующего.
- В послевоенный период находилась в составе ВС СССР и России как 326-я тяжёлая бомбардировочная авиационная Тарнопольская ордена Кутузова дивизия.
- с апреля 1946 года 326 бад передана из ФА в состав ДА. В июне 1951 передислоцирована на аэродром Барановичи или Мачулищи (Белоруссия). В ноябре 1951 года полки дивизии передислоцированы на аэродром Тарту (Эстония).
- управление 326-й ТБАД дислоцировалось в Сольцах (Новгородская область) до декабря 1959 года, с 1960 года по 1992 год в Тарту (Эстония), с 1992 года по 1998 год в Сольцах.
- в 1998 году в связи с реорганизацией Дальней Авиации под Боевым Знаменем 326-й ТБАД произошло объединение историй и традиций четырёх авиадивизий ДА — 31-й, 55-й, 73-й и 326-й. Управление вновь сформированной дивизии дислоцируется на аэродром Украинка (в 28 км от Белогорска) в Серышевском районе Амурской области.
- в 2009 году управление 326-й ТБАД переформировано в 6952-ю авиабазу (Украинка).
- в 2015 году возможно сформирована вновь в составе двух полков базирующихся на аэродромах Белая и Украинка.

## Состав
В состав дивизии входят:
- 182-й гвардейский тяжёлый бомбардировочный авиационный Севастопольско-Берлинский Краснознамённый полк (самолёты Ту-95МС, авиабаза Украинка)
- 79-й тяжёлый бомбардировочный авиационный ордена Красной Звезды полк (самолёты Ту-95МС, авиабаза Украинка)
- 200-й гвардейский тяжёлый бомбардировочный авиационный Брестский Краснознамённый полк (самолёты Ту-22М3, авиабаза Белая)
- 444-й тяжёлый бомбардировочный авиационный Берлинский орденов Кутузова и Александра Невского полк (самолёты Ту-22М3, авиабаза Воздвиженка)

По состоянию на 1991 год входила в состав 46-й воздушной армии. В составе дивизии находились:
- 840-й тяжёлый бомбардировочный авиационный полк (самолёты Ту-22М3, авиабаза Сольцы)
- 132-й тяжёлый бомбардировочный авиационный полк (самолёты Ту-22М3, авиабаза Тарту)
- 402-й тяжёлый бомбардировочный авиационный полк (самолёты Ту-22М3, аэродром Орша)

Командование дивизии находится на авиабазе Украинка.

### 2020 год
- 79-й тяжёлый бомбардировочный авиационный ордена Красной Звезды полк (самолёты Ту-95МС, авиабаза Украинка)[3]
- 182-й гвардейский тяжёлый бомбардировочный авиационный Севастопольско-Берлинский Краснознамённый полк (самолёты Ту-95МС, авиабаза Украинка)
- 200-й гвардейский тяжёлый бомбардировочный авиационный Брестский Краснознамённый полк (самолёты Ту-22М3, авиабаза Белая)

## Командиры дивизии
- полковник, генерал-майор авиации[4] Федульев Семён Иванович[5], 15.10.1943 — 17.06.1944
- полковник Лебедев Василий Сергеевич[5], 18.06.1944 — 01.1948
- полковник Марков, Валентин Васильевич 1948—1950
- полковник Кононов Д. Л., 1950—1953
- Генерал-майор авиации Балашов Иван Филиппович[5], август 1953 г. — май 1954 г.
- полковник Морозов В. И., 1954—1959
- генерал-майор авиации Аркатов М. А. 1959—1964
- генерал-майор авиации Харин Л. А., 1964—1974
- генерал-майор авиации Марченко Ю. М., 1974—1978
- генерал-майор авиации Ларцев С. С., 1978—1984
- полковник Селиванов В. П., 1984—1987
- генерал-майор авиации Дудаев Джохар Мусаевич, 1987—1991
- генерал-майор авиации Янин В. А., 1991—1992
- генерал-майор Хворов И. И., 1992—1997
- генерал-майор Разин С. Я., 1997—2001
- генерал-майор Деменьтьев К. К., 2001—2003
- генерал-майор Коновалов А. С., 2003—2004
- полковник Афиногентов А.И, 2004